# Zemnoalkalijski metali
Zemnoalkalijski metali su elementi 2. skupine periodnog sustava elemenata: berilij, magnezij, kalcij, stroncij, barij i radij.

## Svojstva
Zemnoalkalijski metali u zadnjoj ljusci svog elektronskog omotača imaju po dva elektrona, stoga imaju dvije energije ionizacije. Ukupna energija ionizacije im je mala, ali ipak veća od energije ionizacije alkalijskih metala.
Reaktivnost im raste s porastom relativne atomske mase.
U prirodi se zato nalaze samo u spojevima. U elementarnom stanju pokazuju znatne različitosti. Berilij ne reagira s vodom i stabilan je na zraku, magnezij reagira s vrućom vodom, dok je na zraku stabilan i presvučen karbonatom, kalcij reagira s hladnom vodom, ali se može čuvati u suhom zraku u kojem se prekrije karbonatom, dok stroncij, barij i radij brzo reagiraju s vodom i moraju se čuvati pod mineralnim uljem.
Općenita reakcija s vodom glasi:
M(s) + 2 H2O → M2+ + 2 OH- + H2(g)

U svim spojevima dolaze u stupnju oksidacije +2, a najčešće u obliku klorida. Svi spojevi su im ionski, a njihovi kationi ne hidroliziraju ili hidroliziraju vrlo malo.
Zbog dvaju elektrona u zadnjoj ljusci, metalna veza je jača nego kod alkalijskih metala, pa zemnoalkalijski imaju više talište i tvrdoću. Porastom atomskog broja, raste im gustoća, a opadaju talište i vrelište.
Svi imaju negativne redukcijske elektrodne potencijale pa se elektrolizom vodenih otopina njihovih soli na katodi reducira voda u vodik. Zato se zemnoalkalijski metali dobivaju elektrolizom talina njihovih soli, najčešće klorida.
Ionski karakter veza u njihovim spojevima raste s porastom relativne atomske mase, što prati i bazičnost njihovih oksida i hidroksida. Zbog toga je berilijev hidroksid amfoteran, a radijev hidroksid vrlo lužnat. Berilijevi spojevi snažno kiselo hidroliziraju, a radijeve su neutralne.
Kristalne im se rešetke razlikuju: berilij i magnezij imaju heksagonsku, kalcij i stroncij gustu kubičnu, a barij i radij volumno centriranu kocku.
U prirodi se pojavljuju kao minerali: beril, kalcit i aragonit, magnezit, dolomit, sadra ili gips te barit, koji ulaze u sastav Zemljine kore.
Berilij i magnezij ne boje plamen, dok ga kalcij boji ciglasto crveno, stroncij karmin-crveno, barij zeleno, a radij grimizno.

## Uporaba
Kao elementarne tvari, neki od njih imaju važne primjene, dok ih neki nemaju. U obliku spojeva, svi osim berilija i radija imaju široku primjenu.

## Etimologija
Predmetak "zemno" potječe od riječi "zemlja", koju su stari kemičari koristili kao naziv za tvari netopive u vodi i stabilne pri zagrijavanju. Naziv "alkalijski" potječe od arapske riječi al-qili, što znači biljni pepeo (pepeo biljaka sadržava znatne količine natrijeva i kalijeva karbonata). Vodena otopina pepela vrlo je lužnata pa se naziv "alkalijski" daje i svim drugim tvarima izrazito lužnatih svojstava, a kalcijev i magnezijev oksid s vodom pokazuju lužnatu reakciju.